# Petrivka (okres Užhorod)
Petrivka (ukrajinsky Петрівка, maďarsky Kiseszeny) je část obce Solovka, v Čopské městské komunitě v užhorodském okrese Zakarpatské oblasti Ukrajiny. V roce 2025 zde žilo 414 obyvatel.